# یوشیرو ناکاماتسو
یوشیرو ناکاماتسو (انگلیسی: Yoshiro Nakamatsu؛ زادهٔ june ۲۶, ۱۹۲۸ (۹۶ سال)) مخترع و سیاست‌مدار اهل ژاپن است.
وی همچنین برندهٔ جوایزی همچون جایزه ایگ‌نوبل شده است.